# Villefrancœur
Villefrancœur é uma comuna francesa na região administrativa do Centro, no departamento Loir-et-Cher. Estende-se por uma área de 18,44 km². Em 2010 a comuna tinha 432 habitantes (densidade: 23,4 hab./km²).